# Mattice-Val Côté
Mattice-Val Côté est une municipalité de canton à majorité francophone située dans le district de Cochrane dans la région du Nord de l'Ontario au Canada. 

## Géographie

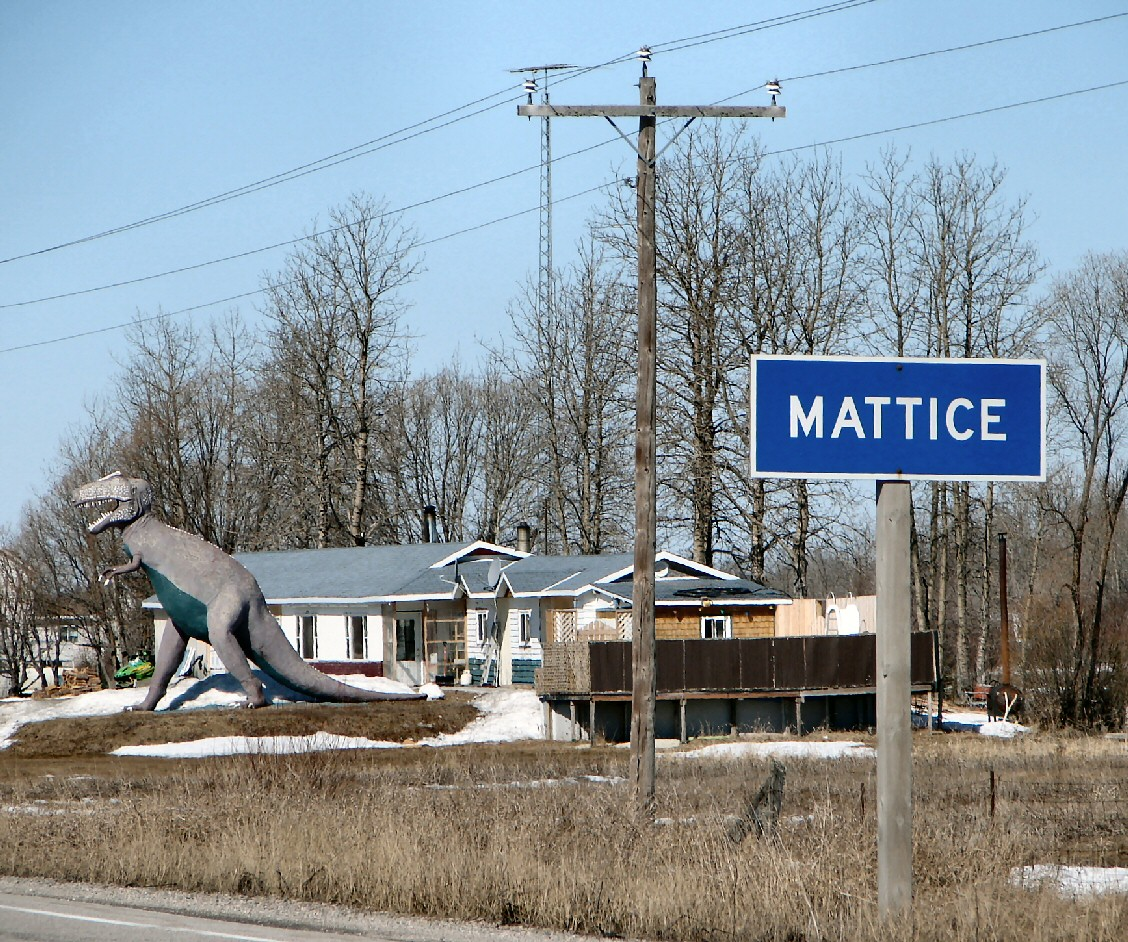
Panneau routier à l'entrée de Mattice

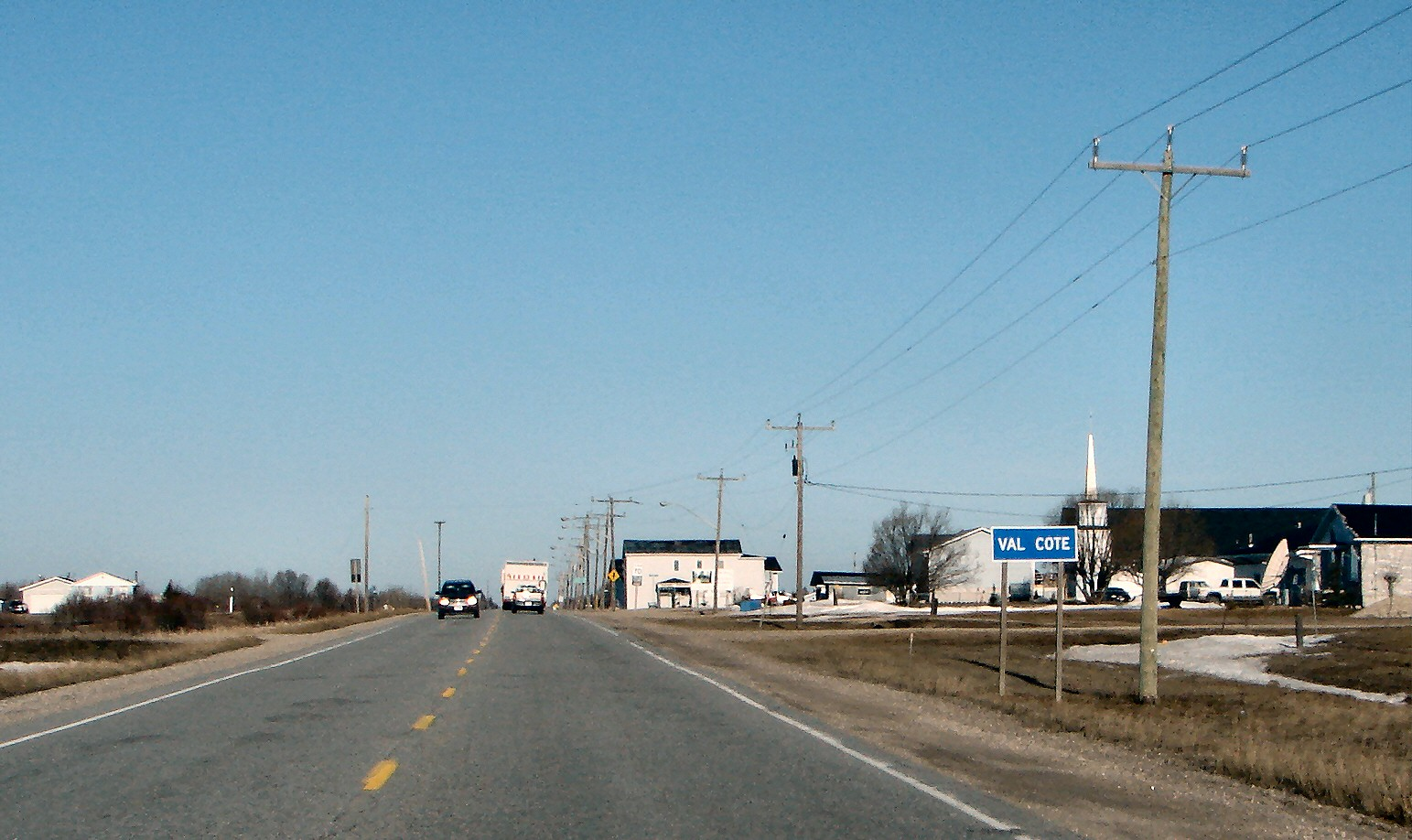
Panneau routier à l'entrée de Val Côté

Mattice-Val Côté est localisé au cœur d'une région majoritairement franco-ontarienne,  à 30 kilomètres à l'est de Hearst et à 70 kilomètres à l'ouest de Kapuskasing. Situé dans les terres plates du Bouclier canadien, le territoire est arrosé par la rivière Missinaibi. Plusieurs plans d'eau parsèment le paysage, notamment le Shallow Lake qui, comme son nom l'indique, est peu profond.

## Urbanisme
Le canton de Mattice-Val Côté est traversé par la route transcanadienne, laquelle, dans la région, correspond à la route 11 de l'Ontario. Cette route relie North Bay et l'Abitibi-Témiscamingue à l'est à Thunder Bay à l'ouest. Elle suit le chemin de fer. La population se concentre dans les hameaux de Mattice et de Val Côté. Mattice est situé sur la rivière Missinaibi alors que Val Côté est situé plus à l'ouest, les deux hameaux étant traversés par la route 11 et par le chemin de fer. Le secteur autour du Shallow Lake compte plusieurs chalets. Les enfants suivent la scolarité dans l'école Saint-François-Xavier, puis poursuivent leurs études secondaires au collège secondaire catholique de Hearst.

## Histoire
Mattice est fondé en 1910 par des colons venus du Québec lors de la construction du chemin de fer. La paroisse catholique du Très-Saint-Sacrement de Val Côté, dont la première église est construite en 1929 et agrandie en 1941, puis incendiée et reconstruite en 1962, ferme en 2005. L'église est démolie en 2007. 

## Démographie
Sa population s'élevait à 772 personnes au recensement de 2006. 
En 2023, Statistique Canada relève que les Franco-Ontariens représentent 96,3% de la population de Mattice, soit la plus haute proportion de francophones en Ontario, devant Hearst (93,2%) et Dubreuilville (90,4%). La majorité de la population est d'origine québécoise, le canton compte néanmoins un certain nombre de personnes d'origine ukrainienne.
La population locale décroît depuis le début des années 1990, comme c'est le cas pour l'ensemble du Nord de l'Ontario. Les ménages comptent de moins en moins de personnes en moyenne.
Population et ménages
| Année | Population totale | Variation (%) | Nombre total de logements | Variation (%) | Nombre de résidences secondaires et logements vacants | Variation (%) | Nombre de ménages privés | Variation (%) | Nombre moyen de personnes par ménage privé |
| ----- | ----------------- | ------------- | ------------------------- | ------------- | ----------------------------------------------------- | ------------- | ------------------------ | ------------- | ------------------------------------------ |
| 2011  | 686               | 11,1 %        | 353                       | 6,1 %         | 61                                                    | 6,2 %         | 292                      | 6,1 %         | 2,35                                       |
| 2006  | 772               | 13,4 %        | 376                       | 10,7 %        | 65                                                    | 28,6 %        | 311                      | 5,8 %         | 2,48                                       |
| 2001  | 891               | 4,7 %         | 421                       | .             | 91                                                    | .             | 330                      | 2,9 %         | 2,70                                       |
| 1996  | 935               | 7,9 %         | ...                       | .             | ...                                                   | .             | 340                      | .             | 2,75                                       |
| 1991  | 1 015             | .             | ...                       | .             | ...                                                   | .             | ...                      | .             | .                                          |

| 2001 | 2006 | 2011 | 2016 |
| ---- | ---- | ---- | ---- |
| 891  | 772  | 686  | 648  |

## Économie
La majorité des résidents travaille à Hearst et à Opasatika. Le canton a développé l'attraction touristique, notamment le canotage sur la rivière Missinaibi. Les entrepreneurs locaux font partie de la Chambre de commerce Région de Hearst Mattice-Val Côté.

## Culture
Les principaux lieux patrimoniaux de Mattice-Val Côté comprennent entre autres le vieux cimetière indien ayant accueilli les sépultures entre 1900 et 1945, le musée de pierres et le monument commémoratif de l'église Très-Saint-Sacrement,. Deux festivals se déroulent à Mattice-Val Côté, soit le "Carnaval Missinaibi" créé en 1971 et les "Journées médiévales" qui se déroulent en été depuis 2006, sur le terrain de Baseball et permet des activités ludiques et des compétitions pour devenir chevalier. La bibliothèque de Mattice-Val Côté, inaugurée en 1975, compte 17 000 documents.